# Сиријски језик
Сиријски језик или сирски језик (ܠܫܢܐ ܣܘܪܝܝܐ) је древни језик који припада арамејској групи језика.
Почевши од 1. века нове ере, употребљаван је као књижевни и литургијски језик хришћанских заједница у разним областима Блиског истока, првенствено у римској покрајини Сирији и северној Месопотамија. У раздобљу од 3. до 7. века, био је један од званичних језика новог Персијског царства. На овом језику је током раног раздобља хришћанске историје настао велики број изузетно значајних теолошких дела. Хришћанска књижевност на овом језику имала је изузетну улогу у црквеном животу на широком простору од Блиског истока па све до Кине и Индије, пратећи ширење древне Цркве Истока на тим  просторима. Почевши од 8. века постепено је потискиван као говорни језик под утицајем ширења арапског језика. Након тога, његова употреба је сведена на литургијску, односно обредну праксу појединих хришћанских цркава.
И данас се користи као литургијски језик у Сиријској оријентално-православној цркви, Маланкарској оријентално-православној цркви, Асирској цркви Истока, Сиријској католичкој цркви, Халдејској католичкој цркви, Маронитској католичкој цркви и неким другим црквама. 
У старим словенским изворима, језик је доследно означаван као сирски језик.